# 辉锑矿
辉锑矿（英語：Stibnite）是一种硫化物矿物，化学式为Sb2S3。这种柔软的灰色材料以正交晶系结晶。它是类金属元素锑的最主要来源。辉锑矿的英文名称源自希腊语（stibi），通过拉丁语stibium作为矿物和锑元素的旧名称。

## 结构

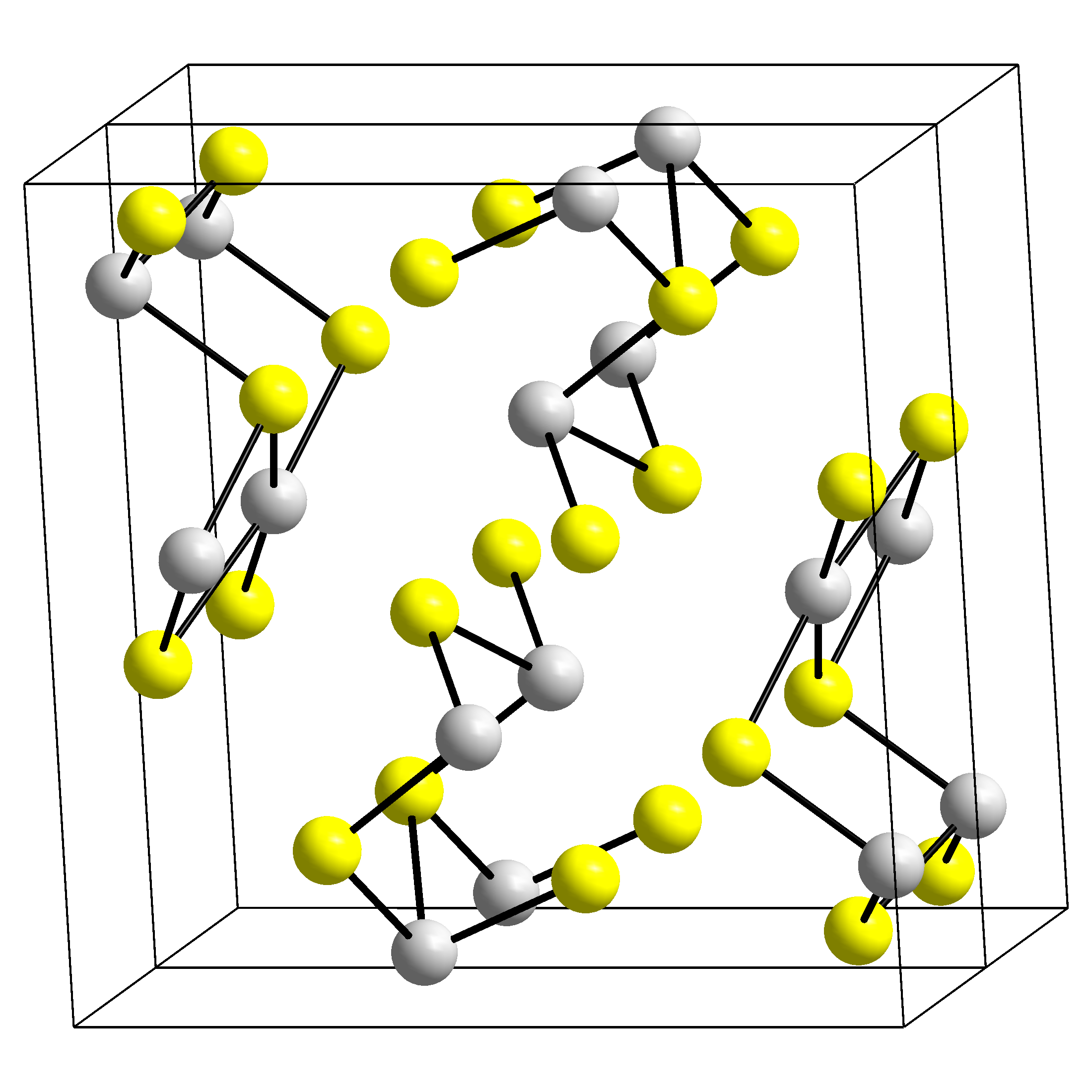
辉锑矿的结构

辉锑矿具有与三硫化二砷（As2S3）相似的结构。Sb(III)中心是锥体和三配位，通过弯曲的二配位硫离子连接。然而，一些研究表明，锑的实际配位多面体是SbS7，在M1位点具有 (3+4) 配位，在M2位点具有 (5+2) 配位。一些次级键赋予内聚力并与结构相连。辉锑矿在新鲜时呈灰色，但会因在空气中氧化而表面变成黑色。

## 特性
Sb2S3的熔点为823 K（550 °C；1,022 °F）。带隙在室温下为1.88eV，是一种光电导体。

## 用途

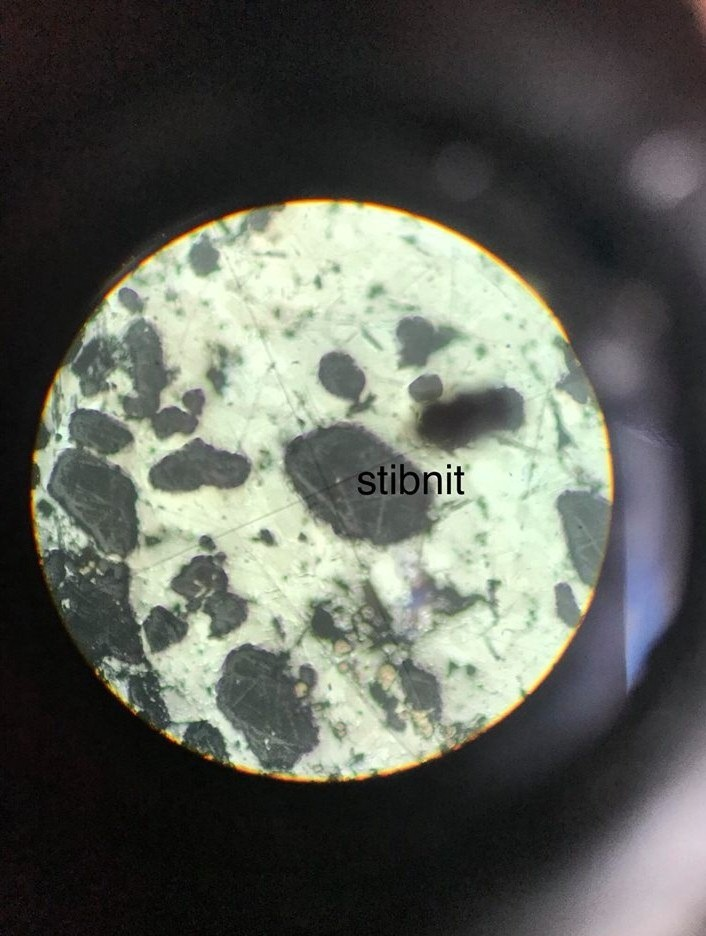
辉锑矿的显微切片

辉锑矿粉末在脂肪或其他材料中的糊状物自约公元前3000年以来在地中海和更远的地方被作为眼部化妆品使用；在这种用途中，它被称为kohl。它用于使眉毛和睫毛变暗，或在眼睛周围画一条线。

## 發現
辉锑矿存在于热液矿床中，常与辰砂、雄黄、雌黄、方铅矿、黄铁矿、白铁矿、毒砂、黄锑矿、黄锑华、方解石、铁白云石、重晶石和玉髓伴生。
辉锑矿的小矿床很常见，但大矿床却很少见。它出现在加拿大、墨西哥、秘鲁、日本、中国、德国、罗马尼亚、意大利、法国、英国、阿尔及利亚和婆罗洲的加里曼丹。在美国，它分布在阿肯色州、爱达荷州、内华达州、加利福尼亚州和阿拉斯加州。
截至2007年5月，公开展出的最大标本（1000磅）在美国自然历史博物馆。 记录在案的最大辉锑矿单晶尺寸约为60×5×5cm，产自日本、法国和德国等不同地区。

## 圖集

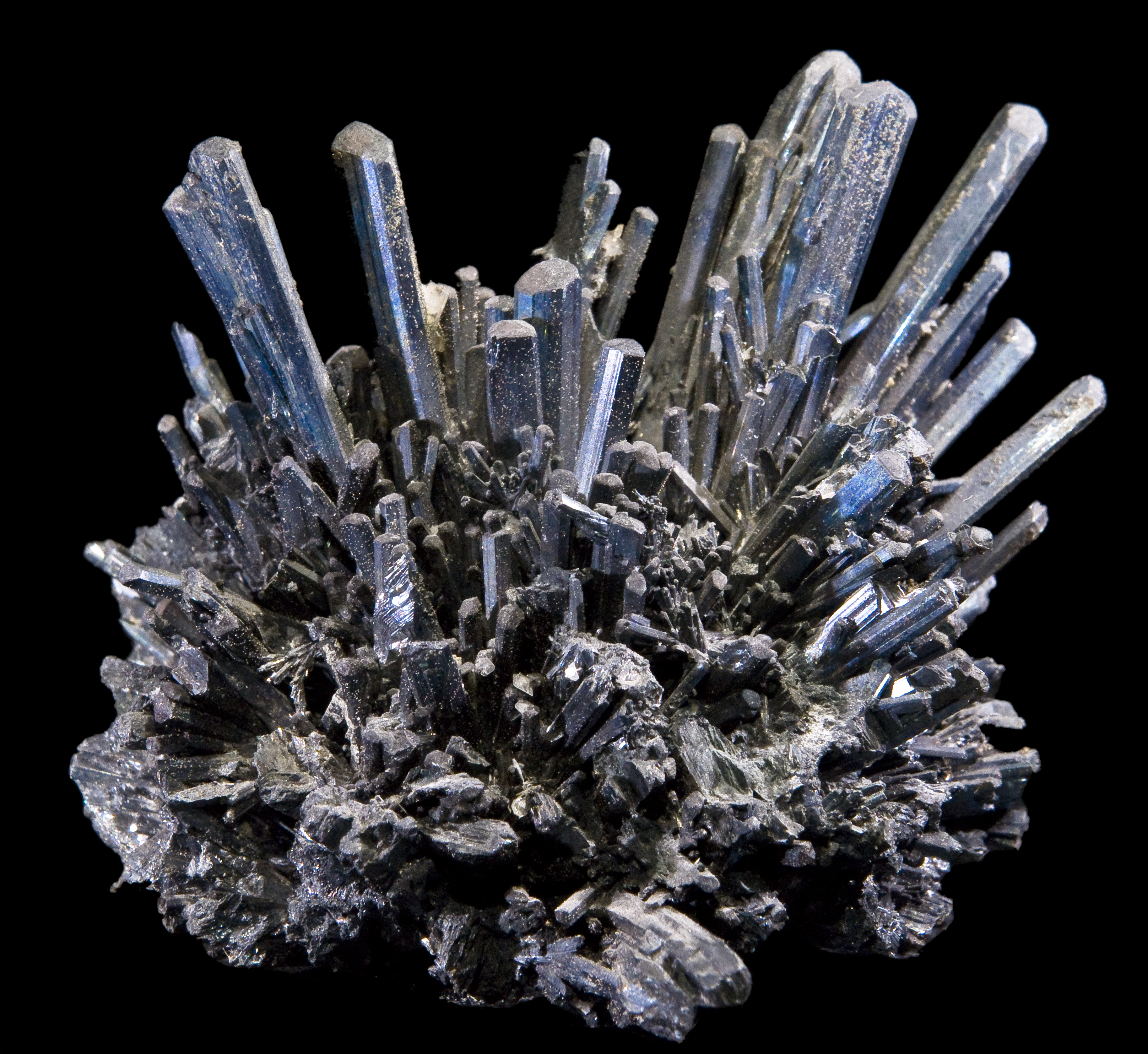
来自罗马尼亚Herja矿的辉锑矿
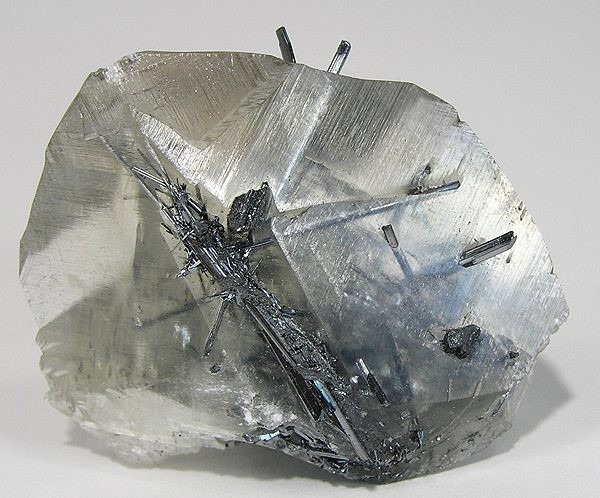
方解石透明晶体内的针状辉锑矿（尺寸：4.5×3.5×1.8 cm）
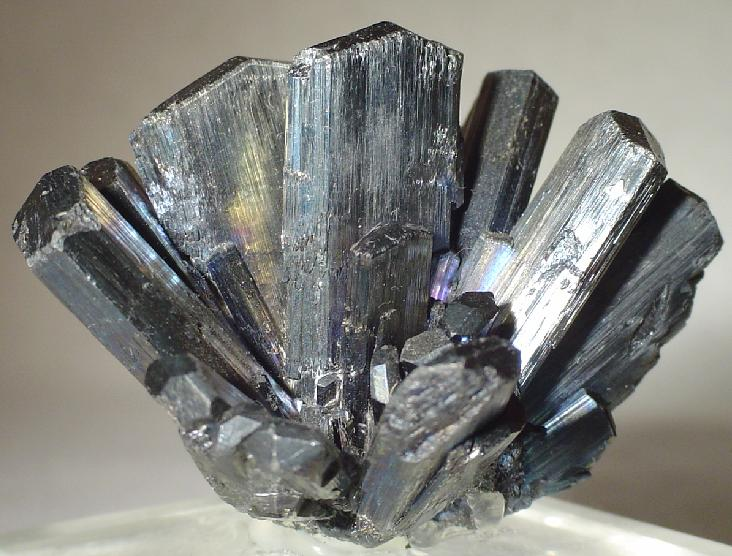
一束锋利的、条纹的、呈虹彩的金属光泽辉锑矿